# Kasteel van Rijckholt

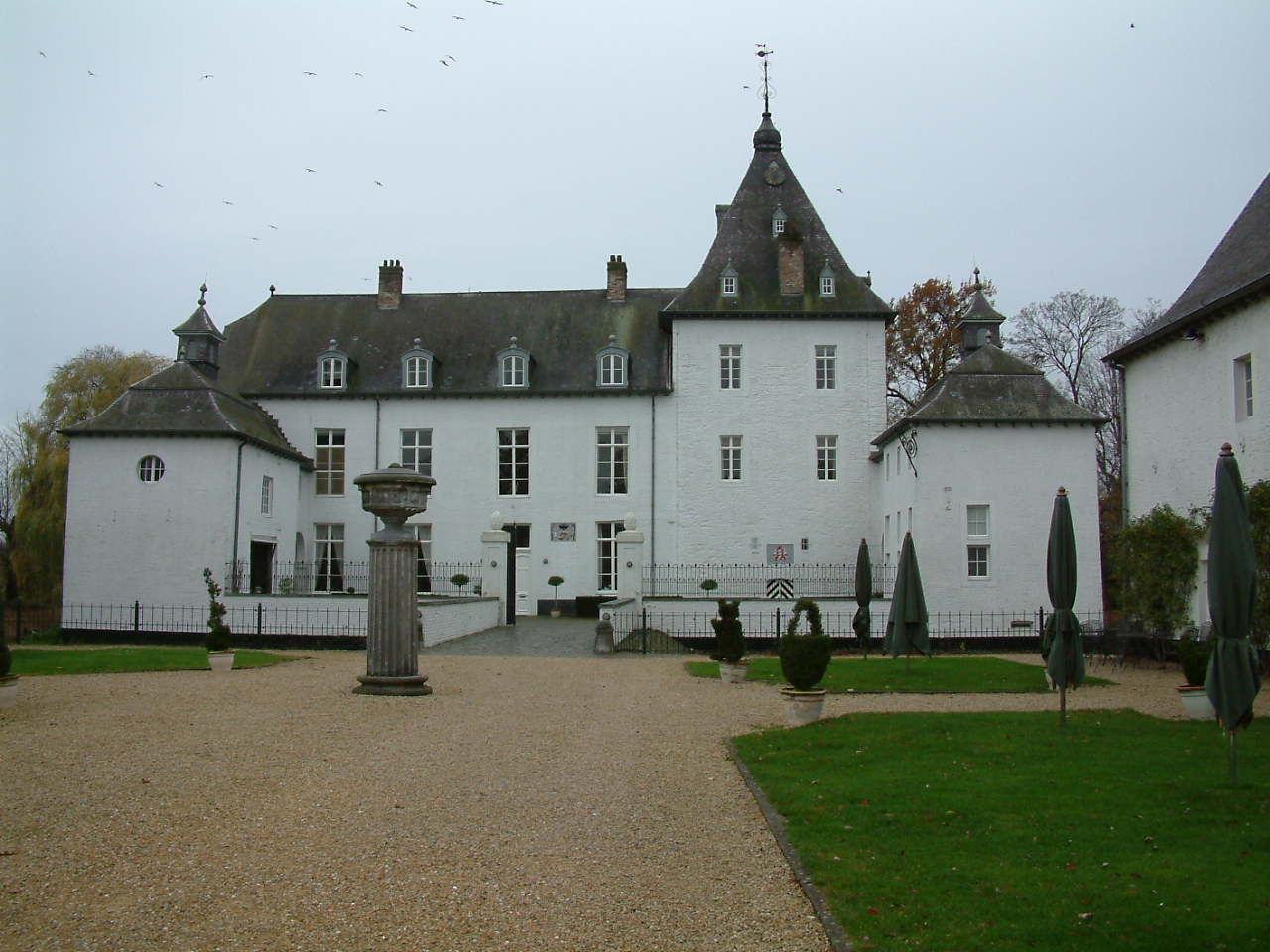
Kasteel Rijckholt, het Slot

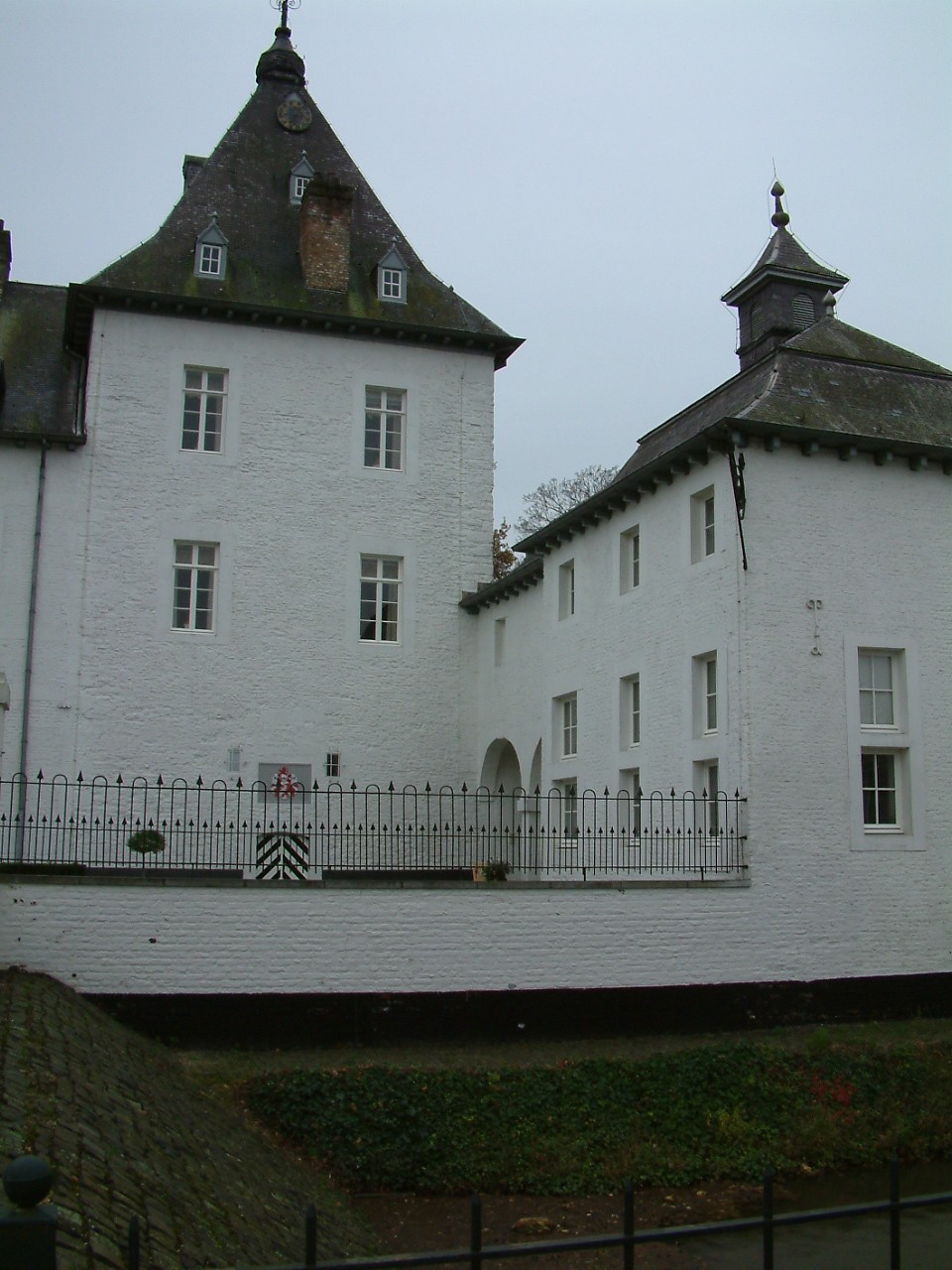
Kasteel Rijckholt, de toren met de rechtervleugel

Het Kasteel van Rijckholt (Limburgs Riêkelt) is gelegen in het gelijknamige dorpje Rijckholt, dat deel uitmaakt van de Nederlands-Limburgse gemeente Eijsden-Margraten.
Het kasteel en enkele facetten van het terrein zijn ieder een rijksmonument.

## Beschrijving van het kasteel
De ontwikkeling van het kasteel ligt ten grondslag aan een uit de middeleeuwen stammende vierkante woontoren. Deze toren, die in 1485 werd verwoest en direct daarna weer werd opgebouwd, heeft muren van wel 2 meter dik.
De hoofdvleugel stamt uit het eind van de 17e eeuw en werd gebouwd door de familie de Bounam toen die in 1682 het kasteel in bezit kreeg. Aan weerszijden van de hoofdvleugel en de toren staan haaks hierop twee vleugels voorzien van een helmdak identiek aan dat van de toren. In de linkervleugel was oorspronkelijk een huiskapel aanwezig ter ere van de Heilige Rombout. Deze kapel is voorzien van prachtige stucplafonds en familiemonogrammen van het echtpaar de Bounam-de Moffarts die de vleugel lieten bouwen. Aan de achterzijde van het kasteel zijn links van het hoofdgebouw bij opgravingen in 1961 nog restanten gevonden van een vleugel met op het uiteinde hiervan een kleiner torentje.
Bij het kasteel liggen nog een koetshuis en een jachthuis. Het koetshuis is gebouwd in het begin van de 18e eeuw en wordt tegenwoordig gebruikt als party- en congrescentrum. Het koetshuis was ten tijde van de Tweede Wereldoorlog in Duitse handen. In het pand was het commandocentrum gevestigd van de 3e Panzergruppe. Het commandocentrum werd pas aldaar gevestigd in 1943. Vanwege het feit dat de Duitse ijzerindustrie (letterlijk) zwaar onder vuur lag, werd het niet toegestaan om het koetshuis van een ijzeren omheining te voorzien. Om desondanks duidelijk te maken aan de omgeving dat het Duits gebied betrof, werden er beelden in de tuin geplaatst met een duidelijk Duitse connectie. Een van die beelden is thans nog bewaard en betreft een adelaar (Adler), die een exacte replica is van de adelaar boven op de Brandenburger Tor in Berlijn.
Het rijzige jachthuis is voorzien van een kap in chaletstijl en is gebouwd door de familie Regout. Oorspronkelijk had het complex een dubbele omgrachting, tegenwoordig is alleen de omgrachting van het kasteel zelf nog aanwezig.

## Geschiedenis en bewoners
De geschiedenis van het kasteel is aanvankelijk nauw verbonden met de heerlijkheid Rijckholt en de heren van Gronsveld. Philip en Winand van Gronsveld waren in de 12e eeuw de eersten die zich, naast de titel heer van Gronsveld, ook heren van Rijckholt noemden. Het was deze familie die in de 14e eeuw de grote vierkante toren liet bouwen als zetel voor de heerlijkheid Rijckholt. In de 15e eeuw ging het bezit hiervan over naar Willem Van Vlodrop. Toen in 1568 de strijd tussen de Spaanse koning en Willem van Oranje losbrandde, koos Willem Van Vlodrop, een nakomeling van de eerste Willem Van Vlodrop, de zijde van de prins waarna het kasteel door de Spanjaarden in beslag werd genomen. In 1590 kreeg de familie Van Vlodrop het weer in handen. In 1596 verkocht de familie, die ook al eigenaar was van Leuth en Well, de heerlijkheid Rijckholt aan Herman Van Lynden, baron van Reckheim (Rekem).
Van 1642 tot 1682 was het kasteel eigendom van de familie Van Wyllich tot Winnendach.
In 1682 kwam de heerlijkheid Rijckholt in bezit van Jean Maximilliaan de Bounam. Hij bouwde de hoofdvleugel aan de toren. Zijn zoon, Jean Baptiste de Bounam, trouwde in 1701 met Marie-Barbera de Moffarts. Twee jaar later volgde hij zijn vader op als heer van Rijckholt. Het echtpaar de Bounam-de Moffarts woonde in het kasteel en kreeg hier 11 kinderen. In de linkervleugel bevinden zich de familiemonogrammen van Jean Baptiste de Bounam en zijn vrouw. In 1735 werd hij opgevolgd door zijn oudste zoon Jean Maximilliaan de Bounam.
In 1795 eindigde de feodale heerschappij van de familie de Bounam over Rijckholt, toen de Fransen de Zuidelijke Nederlanden binnenvielen en de heerlijkheid werd opgeheven. De familie de Bounam de Ryckholt verkocht het kasteel in 1832 aan Lambert Charles Ive Ame Poswick die advocaat was bij de Raad van Limburg. Eind 19e eeuw verwierf de Maastrichtse tegelfabrikant Alfred Regout (1858-1935) het kasteel. Hij was het waarschijnlijk die het zogenaamde jachthuis in chaletstijl liet bouwen (Kooiestraat 3). Later woonde zijn zoon Prospèr (1889-1952) er.
Tussen 1952 en 1972 was het deels ingericht tot jeugdhotel, waar aanvankelijk alleen RK-jongeren vanaf 17 jaar een vooraf geboekte periode konden verblijven, al dan niet in combinatie met uitstapjes per touringcar.
Daarna verwisselde het kasteel nog diverse keren van eigenaar tot het echtpaar Jean en Monique Colen het in bezit kreeg en in de jaren 80 van de 20e eeuw een uitgebreide restauratie liet uitvoeren.

## Het heden
In 1995 werden tv-presentator en producent Han van der Meer en zijn vrouw Annette Heffels de nieuwe eigenaren. Zij vestigden hun bedrijf in het kasteel.
In 2006 kocht Frans Kochen van zorginstelling Virenze het kasteel voor 1,6 miljoen euro. Virenze ging in 2018 failliet, even als de bv waarin Kasteel Rijckholt zat. Op last van de hypotheekverstrekker werd het kasteel vervolgens verkocht.

## Kastelen in Eijsden-Margraten
Naast het Kasteel van Rijckholt zijn er in de gemeente Eijsden-Margraten nog vier kastelen:
- Kasteel Eijsden
- Kasteel van Gronsveld
- Kasteel van Mheer
- Kasteel Oost

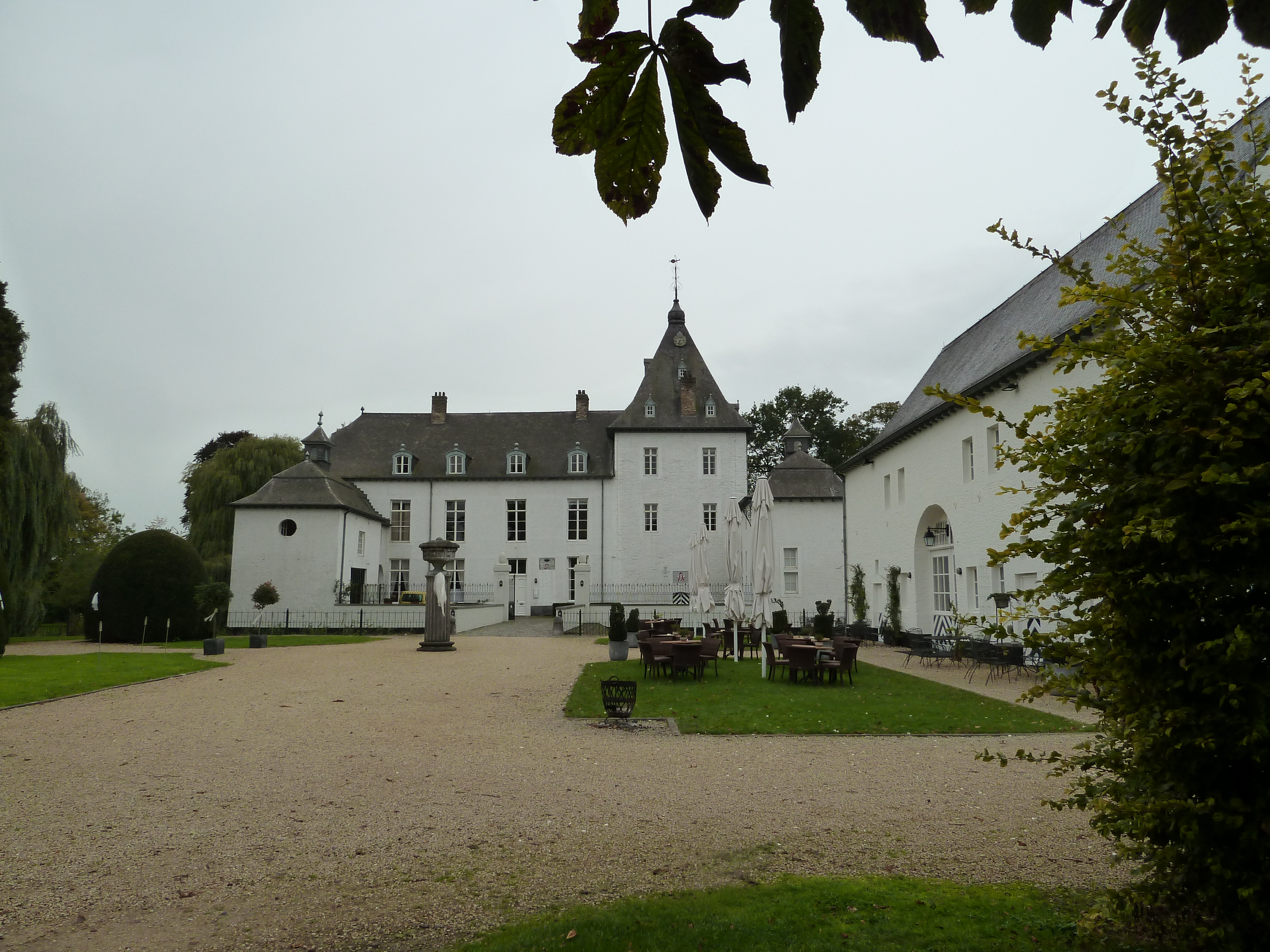
Plein voor koetshuis met kasteel op achtergrond
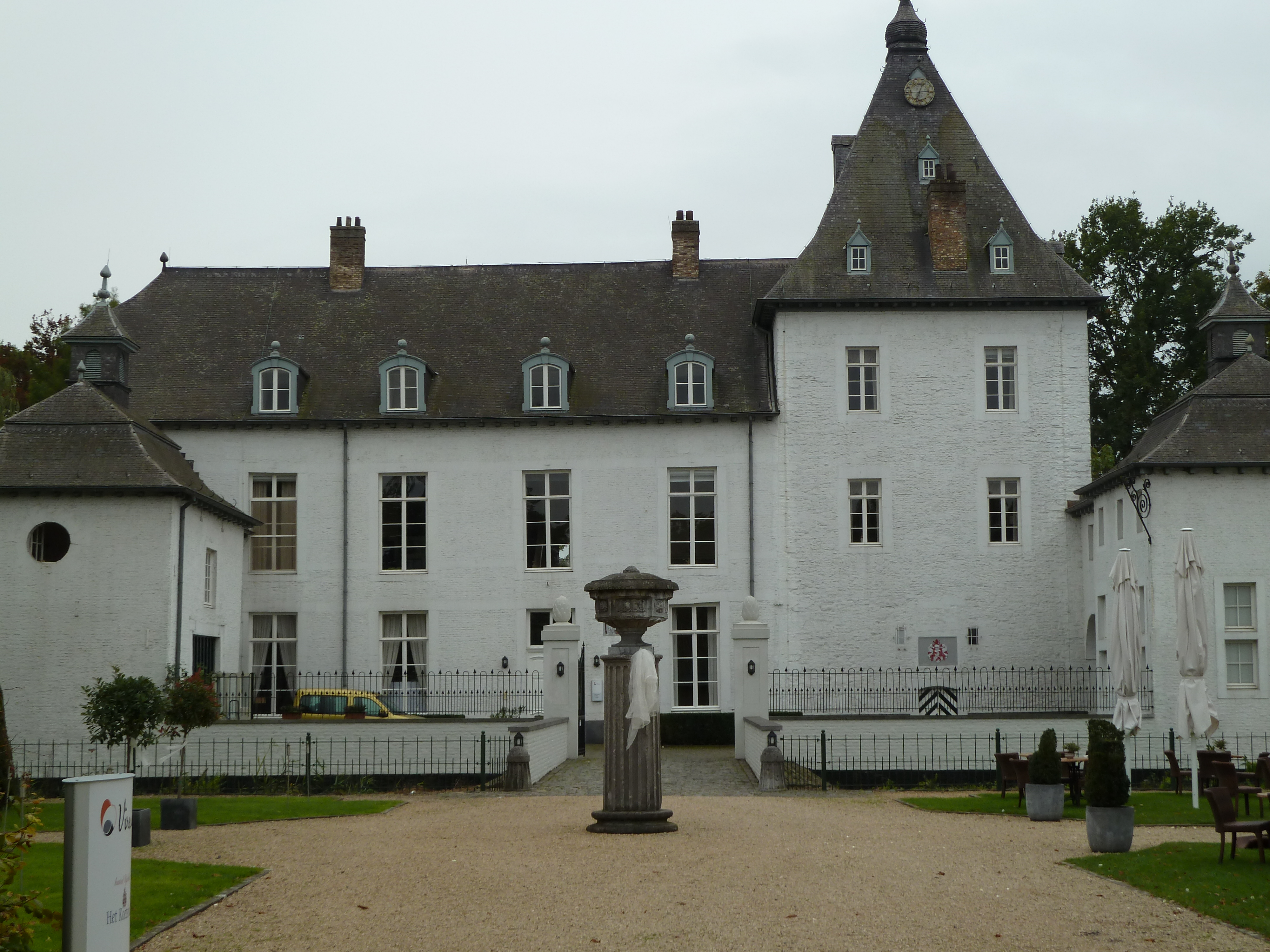
Zuil als tuinsieraad
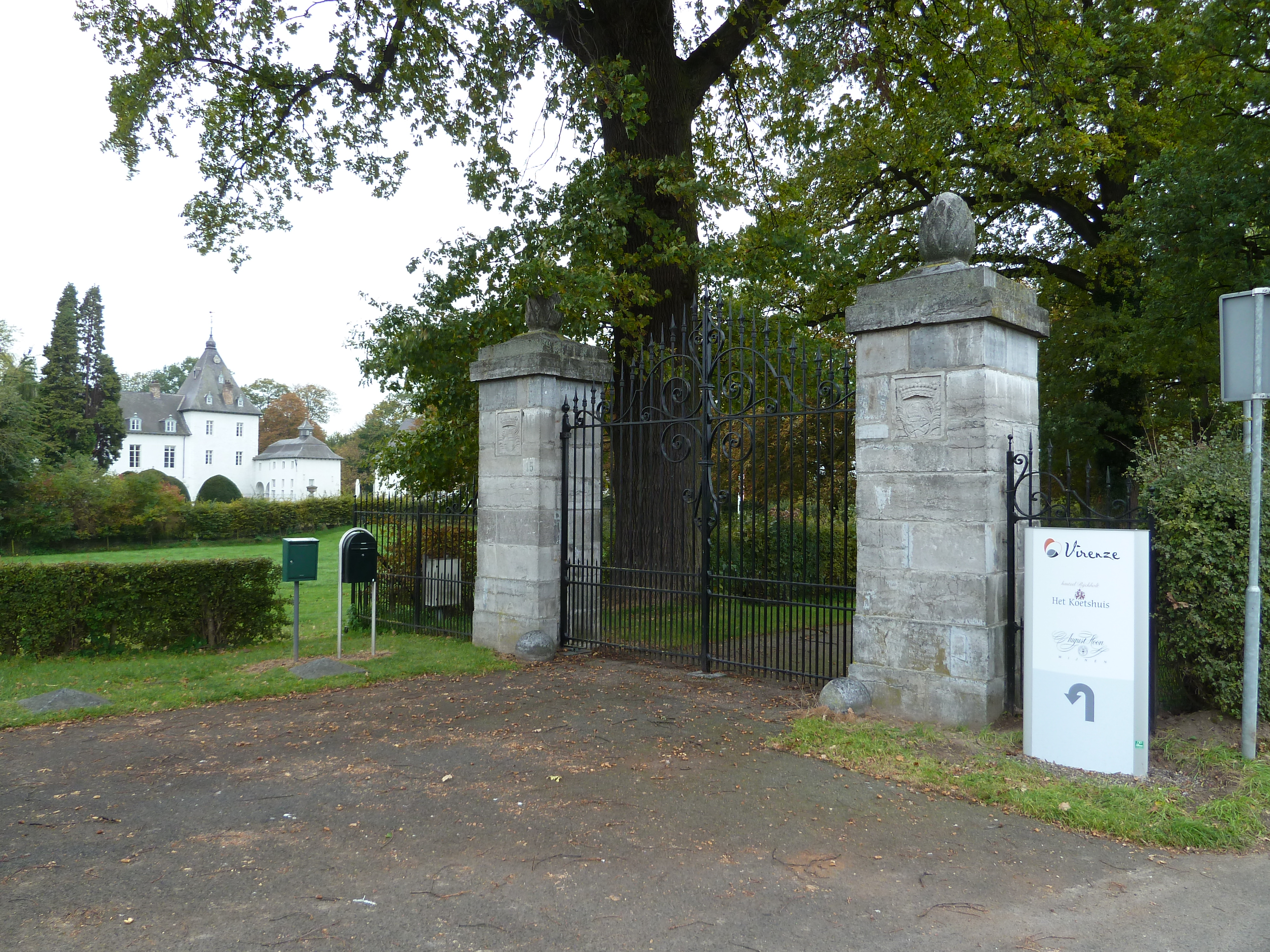
Inrijhek
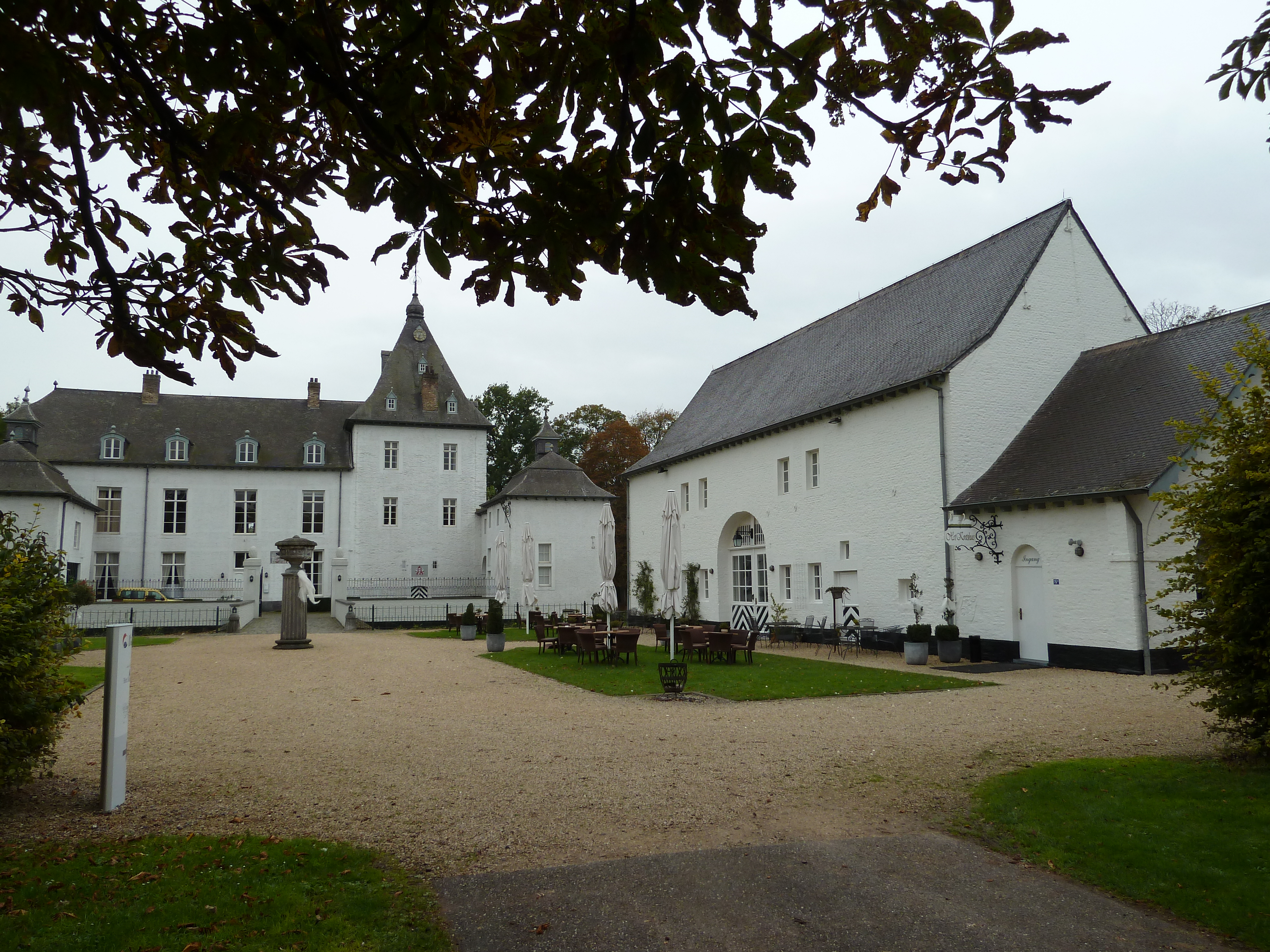
Rechts het koetshuis
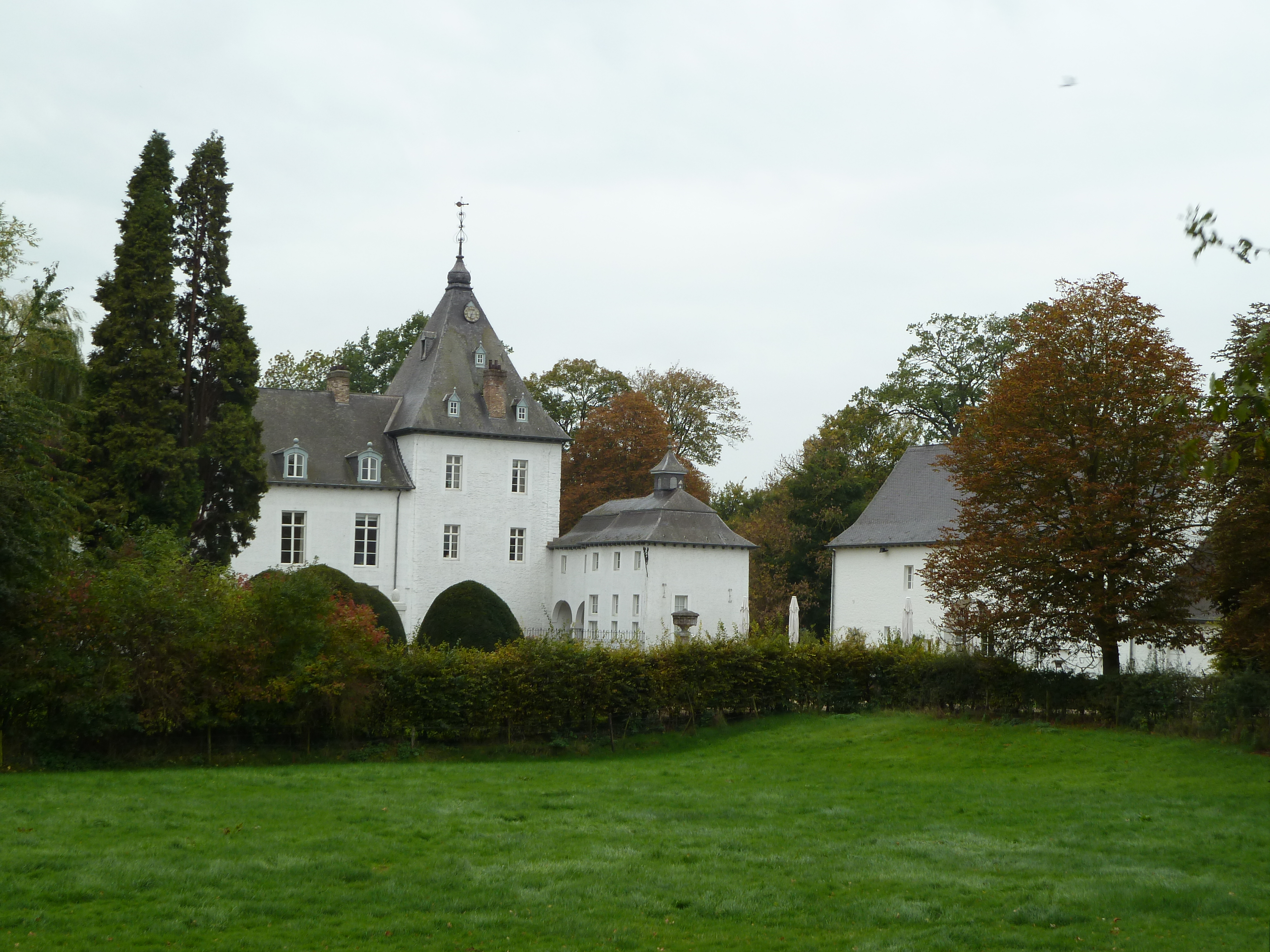
Aanleg rond kasteel

Aerwinkel · Kasteel Afferden · Aldt Huys · Aldenborgh · Kasteel Aldenghoor · Aldenhoven · Alte Burg · Kasteel Amstenrade · Slot Annendael · Kasteel Arcen · Baersdonck · Bakvliet · Baronsberg · Baxhof · Beegden ·  Benzenrade · Kasteel De Berckt · Kasteel Bethlehem · Beusdaelshof · Binsfeld · Huis Blankenberg · Kasteel Bleijenbeek · Blitterswijck · Boerlo · Bolberg · Bollenberg · Kasteel De Bongard · Borggraaf · Kasteel d'Erp · Kasteel Borggraaf · Kasteel Borgharen · Kasteel Born · Huis Bree · Breust · Kasteel Broekhuizen · Broekhuizen · Gracht Burggraaf · Kasteel De Burght · Kasteel Cartils · Cloppenburg (Oost-Maarland) · Kasteel Cortenbach · Huis De Dael · Dammerscheid · Kasteel De Bockenhof · De Donck (Sevenum) · De Donck (Swolgen) · De Dorth ·  Huis ten Dijcken · Kasteel Doenrade · De Doom · Douve · Douvenrade · De Dries · Kasteel Erenstein · Kasteel Eijsden · Eijsden · Einrade · Kasteel Elsloo · Ensenbroek · Eperhuis · Etzenraderhuuske · Exaten · Kasteel Eijckholt · Kasteel Eyckholt · Eys · Gastendonck · Kasteel Genbroek · Gebroken Slot · Kasteel Geijsteren · Kasteel Op Genhoes · Kasteel Genhoes · Genneperhuis · Kasteel Het Geudje · Kasteel Geulle · Kasteel Geusselt · Geijsteren · Gen Heck · Ghoor · Kasteel Goedenraad · Kasteel Grasbroek · Kasteel Groenendaal · Groethof · Groot Paarlo · Kasteel van Gronsveld · De Gun ·Kasteel Haeren · Kasteel Den Halder · Heerlaer · Heeze · Heijen · 's-Herenanstel · Kasteel Hillenraad · Kasteel Hoensbroek · Hoenshuis · Holstrate · Holtmühle · Huize Holtum · Kasteel Horn · De Horst · Huys ter Horst · Ten Hove (Grathem) · Ten Hove (Panningen) · Huis Brias · Huis Darth ·  Kasteel Hurpesch · Kasteel Sint-Jansgeleen · Kasteel Jerusalem · Kasteel Kaldenbroek · Den Kamp · Kasteel Karsveld · Kasteel Keverberg · Klein Paarlo · Klimmender Huuske · De Kolck · Koppelberg · Laar · Landsfort · Kasteel Lemiers · Kasteelruïne Lichtenberg · Kasteel Limbricht · Lonesteyn · Huize Lovendael · Mazenburg · Kasteel van Meerlo · Kasteel Meerssenhoven · Meezenbroek · Kasteel van Mheer · Middelaar · Kasteel Millen · Kasteel Montfort · Movert · Mulrode · De Munt · Château Neercanne · Kasteel Neubourg · Nienghoor · Huis Nierhoven · Kasteel Nieuwenbroeck · Nije Huys · Kasteel Nijenborgh · Kasteel Nijswiller · Nijthuysen · Kasteel Obbicht · Oedenrade · Kasteel Ooijen · Kasteel Oost (Valkenburg) · Kasteel Oost (Oost-Maarland) · Kasteel Ouborg · Overen · Kasteel Passarts-Nieuwenhagen · Prickenis · Prinsenhof · Puth · De Putting · Raath · De Raay · Ravenhof · Kasteel Reijmersbeek · Kasteel van Rijckholt · Kasteel Rivieren · Rodenbroek · Rosendaal · Kasteel Schaesberg · Kasteel Schaloen · Te Scharen · Schenkenburg · Kasteel Scheres · De Spijker (Geijsteren) · De Spijker (Leeuwen) · Huis Severen · Sibberhuuske · Château St. Gerlach · Spraland · Huis De Spyker · Huize Stalberg · Stalberg (Wellerlooi) · De Steeg · Kasteel Stein · Steinhagen · Steenen Huis · Stoel van Swentibold · Strijthagen (Landgraaf) · Strijthagen (Welten) · Struyver · Kasteel Terborgh · Terlinden (Wijnandsrade) · Terveurdt · Ter Weyer · Kasteel Ter Worm · De Tombe · Huis De Torentjes · Triest · Trippaert · Kasteel Vaalsbroek · Kasteel Vaeshartelt · Valkenburg · Vliek · De Vroenhof · Vrijburg · Kasteel Wambach · Warenberg · Well · Weyershof ·  Wijlre · Kasteel Wijnandsrade · Wijnandsrade · Wijnantshof · Wissegracht · Huize Witham · Kasteel Wittem · Wolfrath · Wylre